# Ситрус Хилс (Флорида)
Ситрус Хилс (енгл. Citrus Hills) насељено је место без административног статуса у америчкој савезној држави Флорида.

## Демографија
По попису из 2010. године број становника је 7.470, што је 3.441 (85,4%) становника више него 2000. године.
| Група             | 2000.         | 2010.         |
| Белци             | 3.647 (90,5%) | 6.369 (85,3%) |
| Афроамериканци    | 58 (1,4%)     | 169 (2,3%)    |
| Азијати           | 162 (4,0%)    | 489 (6,5%)    |
| Хиспаноамериканци | 114 (2,8%)    | 396 (5,3%)    |
| Укупно            | 4.029         | 7.470         |